# Bardiové
Bardiové (italsky Bardi) byli severoitalský šlechtický rod působící v italské Florencii. Je doložen již v 10. století a patřil k předním patricijským rodům svého města. Od roku 1250 provozovali rodinnou banku zvanou Compagnia dei Bardi, jež svého času byla největší evropskou finanční společností. V roce 1345 však zbankrotovala, dle kronikáře Giovanniho Villaniho údajně kvůli nesplaceným dluhům krále Edwarda III. (Villani však nebyl nestranným pozorovatelem, protože jeho bratr byl členem bankovní společnosti Peruzziů, která také zkrachovala.)
Simone de' Bardi si roku 1287 vzal za manželku Beatrici Portinariovou, múzu básníka Danta Alighieriho.
Až do svého vymření roku 1964 Bardiové obývali renesanční palác Palazzo Bardi ve Florencii.